# Ostracion meleagris

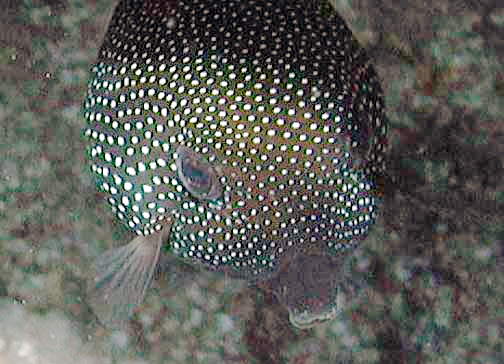
Exemplar immadur

Ostracion meleagris és una espècie de peix de la família dels ostràcids i de l'ordre dels tetraodontiformes.

## Morfologia
- Els mascles poden assolir 25 cm de longitud total.
- Presenta dimorfisme sexual.[2][3]

## Subespècies
- Ostracion meleagris camurum (Hawaii)
- Ostracion meleagris clippertonense (Pacífic oriental)[3]

## Alimentació
Menja tunicats, poliquets, esponges de mar, mol·luscs, copèpodes i algues.

## Hàbitat
És un peix marí, de clima tropical i associat als esculls de corall que viu entre 1-30 m de fondària.

## Distribució geogràfica
Es troba des de l'Àfrica oriental fins a Mèxic, el sud del Japó, les Hawaii, Nova Caledònia i les Tuamotu.

## Costums
És un peix solitar.

## Observacions
És verinós per als humans.